# Scheggia e Pascelupo
Scheggia e Pascelupo ist eine italienische Gemeinde mit 1244 Einwohnern (Stand 31. Dezember 2023) in der Provinz Perugia in der Region Umbrien.

## Geografie

Die Lage von Scheggia e Pascelupo in der Provinz Perugia

Die Gemeinde erstreckt sich über rund 64 km². Die Gemeinde liegt etwa 40 Kilometer nordöstlich der Provinz- und Regionalhauptstadt Perugia an der Grenze zu der Region Marken in der klimatischen Einordnung italienischer Gemeinden in der Zone E, 2 416 GR/G. Der Ort liegt nahe den Bergen Monte Catria (1701 m s.l.m.) und Monte Cucco (1566 m s.l.m.) an der historischen Via Flaminia sowie der heutigen Strada Statale 3 Via Flaminia und ist Teil der Comunità montana dell’Alto Chiascio. Hauptort und Verwaltungssitz ist Scheggia mit ca. 700 Einwohnern. Namensgebend ist zudem der Ortsteil Pascelupo, der bei 529 m s.l.m. liegt und im Jahr 2001 12 Einwohner hatte. Größter Ortsteil ist Isola Fossara (440 m s.l.m., 152 Einwohnern).
Zu den Ortsteilen (Frazioni) gehören Aiale (684 m s.l.m.), Belvedere (632 m s.l.m.), Buotano (540 m s.l.m.), Campitello (650 m s.l.m.), Casacce, Casequattro, Coldipeccio (604 m s.l.m.), Fossarave, Isola Fossara (440 m s.l.m.), Montebollo (561 m s.l.m.), Monte Fiume, Pascelupo, Perticano (400 m s.l.m., gehört südlich und östlich des Flusses Rio Freddo zu Sassoferrato), Pezza (710 m s.l.m.), Ponte Calcara (565 m s.l.m.), Serra (592 m s.l.m.) und Valdorbia.
Die Nachbargemeinden sind Cantiano (PU), Costacciaro, Frontone (PU), Gubbio, Sassoferrato (AN) und Serra Sant’Abbondio (PU).

## Geschichte
In der Tabula Peutingeriana wurde der heutige Ort Scheggia als ad Ensem erwähnt. Im Gotenkrieg wurde der Ort fast vollständig zerstört. 927 wurde die ehemalige römische Station Statio Romana Ad Ensem (auch Mutatio ad Haesis) zur Burg ausgebaut. Friedrich I. unterstellte 1155 den Ort an Gubbio. Mit Gubbio gelangte Scheggia zunächst 1384 an die Familie der Montefeltro, die den Grafen aus Urbino nahestanden. Von 1508 bis 1631 regierte die Familie der Della Rovere die Gegend, danach wurde sie und Scheggia Teil des Kirchenstaates.
Die bis dahin eigenständigen Gemeinden Scheggia und Pascelupo wurden 1878 zusammengelegt. Zu diesem Zeitpunkt lebten ca. 2700 Einwohner im Ort. Bis 1921 fand ein Bevölkerungswachstum auf ca. 3800 Einwohner statt, danach fiel die Einwohnerzahl stetig bis auf ca. 1400 Einwohner im Jahre 2010.

## Sehenswürdigkeiten

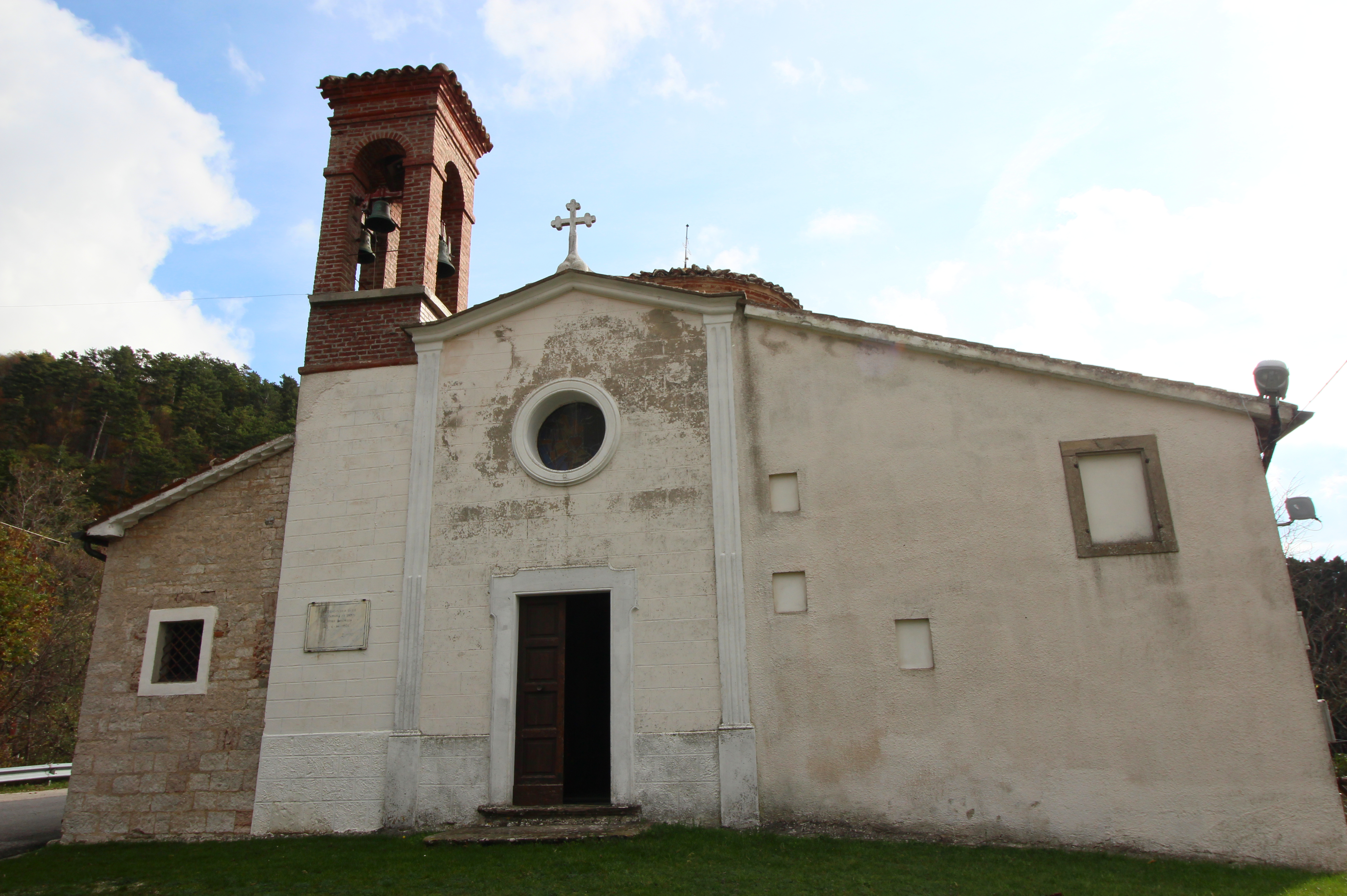
Das Santuario di Monte Calvario kurz außerhalb des Ortskerns

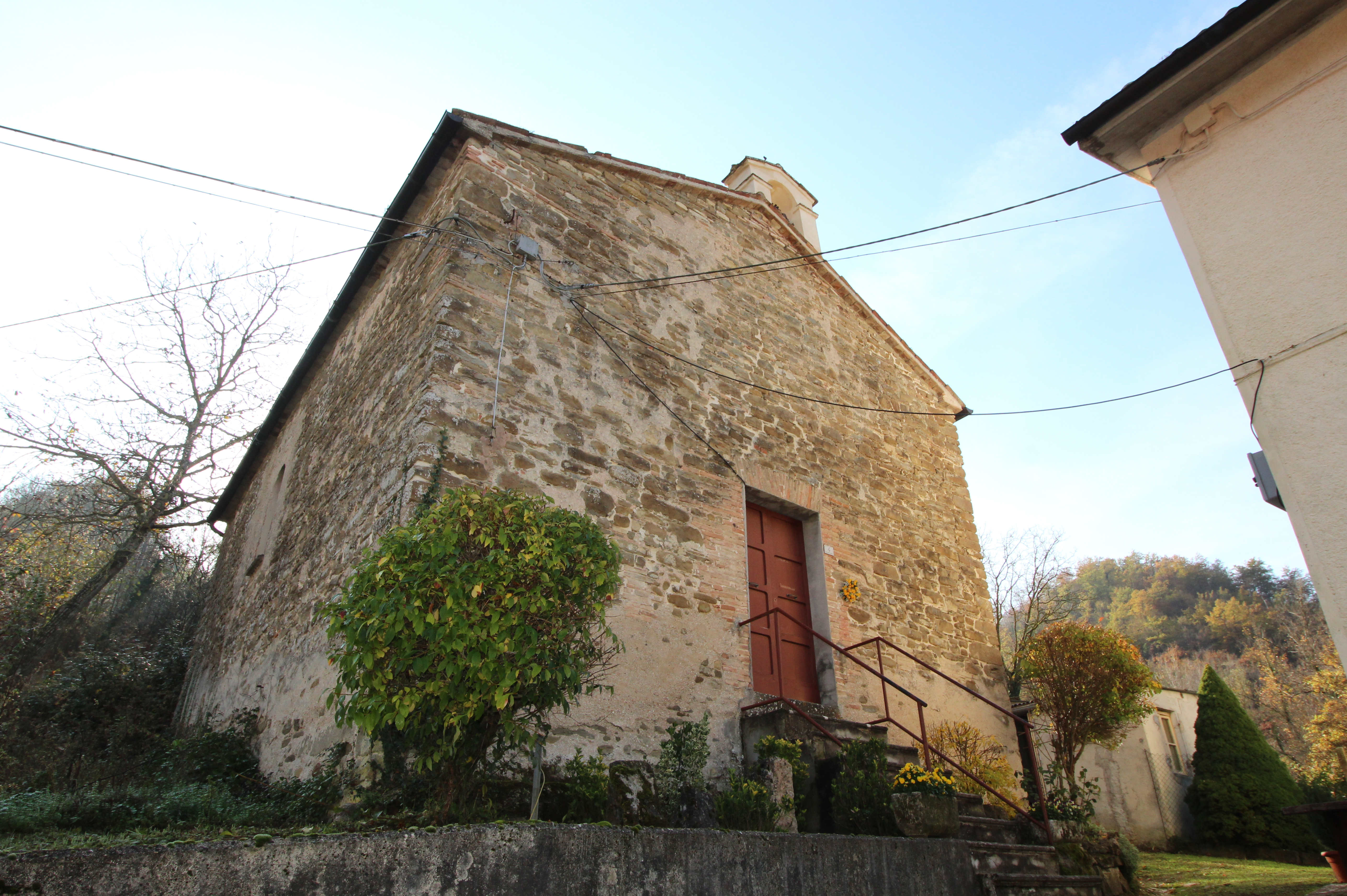
Die Kirche Madonna del Carmelo (Madonna del Fiume) in Monte Fiume

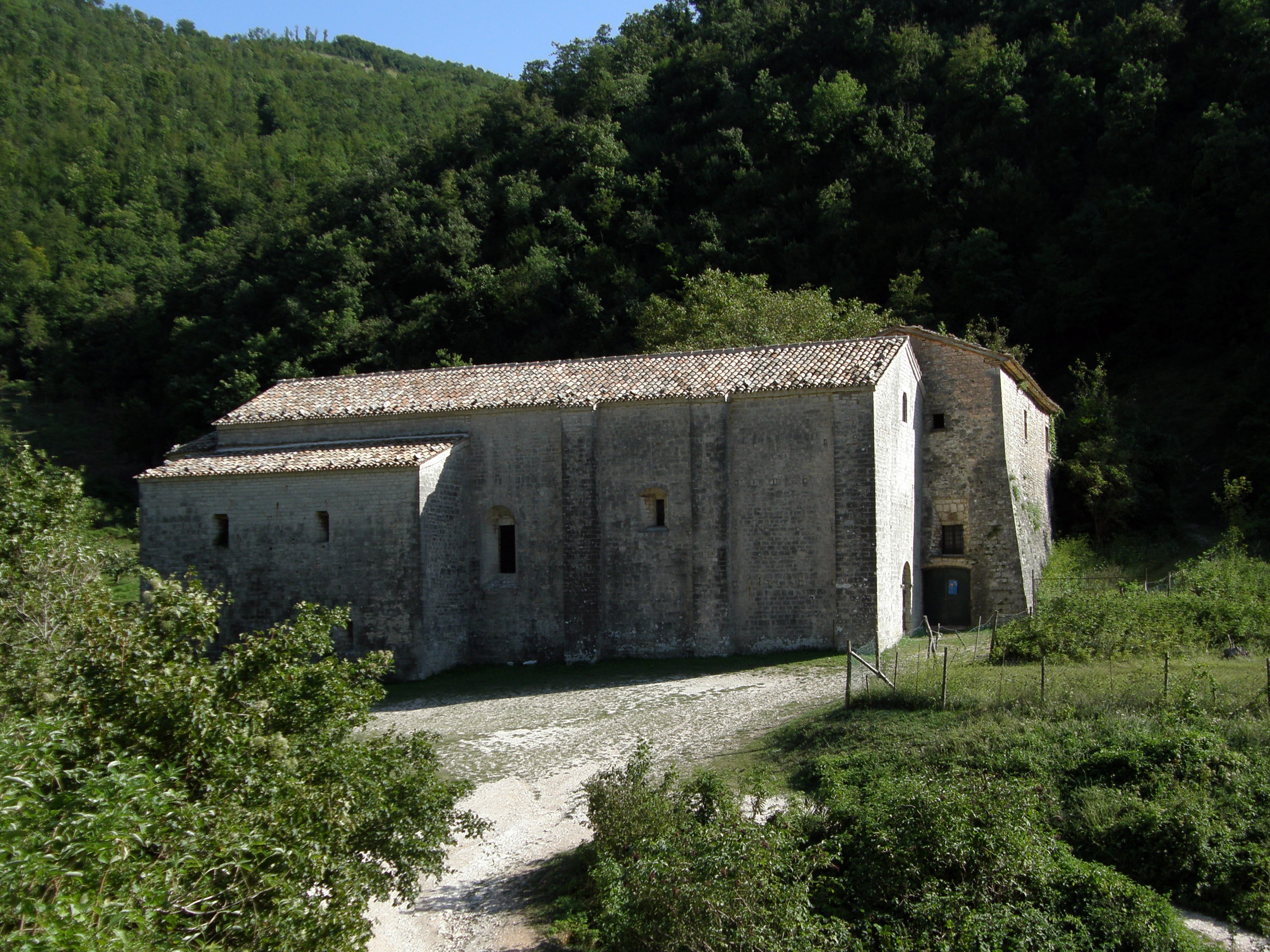
Die Abtei Abbazia di Santa Maria di Sitria

- Abbazia di Santa Maria di Sitria, (528 m s.l.m.), vom hl. Romuald 1014 gegründetes Abtei, die zur Abtei Fonte Avellana gehörte und die im Naturpark Parco naturale del Monte Cucco liegt.[7]
- Abbazia di Sant’Emiliano in Congiuntoli, Abtei am Berg Monte Aguzzo und am Zusammenfluss der Flüsse Rio Freddo und Sentino. Die zugehörige Kirche entstand 1286.[7]
- Chiesa di Sant’Antonio Abate, 1665 entstandene Kirche im Hauptort Scheggia.[9]
- Chiesa dei Santi Filippo e Giacomo, 1535 entstandene Parochialkirche im Hauptort Scheggia, die 1790 restauriert und umgebaut wurde.[10]
- Chiesa della Madonna della Neve, Kirche im Ortsteil Belvedere[11]
- Chiesa della Madonna Assunta, Kirche aus dem 13. Jahrhundert im Ortsteil Campitello.[12]
- Chiesa di San Michele Arcangelo, Kirche im Ortsteil Coldipeccio[11]
- Chiesa di Sant’Antonio, Kirche im Ortsteil Isola Fossara[11]
- Chiesa della Madonna del Carmelo (auch Madonna del Fiume genannt), Kirche aus dem 16. Jahrhundert[11] im Ortsteil Monte Fiume, die erstmals 1816 dokumentiert wurde.[13]
- Chiesa di San Bernardino, Kirche im Ortsteil Pascelupo, die am Ende des 12. Jahrhunderts entstand und am Anfang des 16. Jahrhunderts verändert wurde.[14]
- Chiesa della Madonna del Buon Consiglio, Kirche aus dem Jahr 1661 im Ortsteil Ponte Calcara.[11]
- Chiesa della Madonnella, Kirche in Perticano. An der Fassade wurden die Gedenktafeln für die Gefallenen der beiden Weltkriege angebracht.
- Eremo di San Girolamo, Eremitage im Ortsteil Pascelupo aus dem 11. Jahrhundert.[7] Wurde 1925 von Papst Pius XI. geschlossen und ist seit 1981 durch Initiative der Kamaldulenser von Monte Corona wieder aktiv.
- Parco naturale del Monte Cucco, Naturpark am Berg Monte Cucco.[15]
- Santuario di Monte Calvario, von 1682 bis 1729 am gleichnamigen Berg errichtetes Sanktuarium oberhalb von Scheggia.[16]

## Gemeindepartnerschaften
- Treppo Grande, Provinz Udine, Region Friaul-Julisch Venetien, seit 1997.[17]